# Герб Сельца
Герб города Сельцо́ — официальный символ Сельцовского городского округа Брянской области Российской Федерации.
Герб утверждён постановлением Сельцовского Совета народных депутатов городского округа № 4-108 от 25 августа 2005 года.
Герб подлежит внесению в Государственный геральдический регистр Российской Федерации.

## Описание и обоснование символики
Описание герба гласит:

«На голубом фоне, так как город расположен на реке Десне, начертано название города Сельцо.
Изображённая на красном фоне пушка означает подчинённость города Сельцо Брянской области с центром в городе Брянске, основой промышленности которого было оружейное дело.
На зелёном фоне, так как город окружает лес, изображены:
 — символ Брянского химического завода, который внес основной вклад в развитие города, — шестерня, внутри которой помещён силуэт завода;
 — реактивный снаряд указывает на профиль завода, выпускающий в годы войны и в послевоенное время этот вид боеприпасов;
 — ель, означающая, что вокруг города Сельцо преобладает хвойный лес;
 — росток и голубые волнистые линии на общем фоне, означающие наличие в городе целебного источника минеральной питьевой воды.
Верхнюю часть герба от основной отделяют полоски, соответствующие цветам Российского флага».